# Holme (Nottinghamshire)
Pour les articles homonymes, voir Holme.
Holme est une paroisse civile et un village du Nottinghamshire, en Angleterre.